# Springdale-South Brook
Springdale-South Brook is een voormalige gemeente in de Canadese provincie Newfoundland en Labrador. De gemeente had de status van rural district en bestond van 1945 tot 1961. Ze omvatte de plaatsen Springdale en South Brook die beide gelegen zijn aan de oevers van Halls Bay aan Newfoundlands noordkust.

## Geschiedenis
De gemeente Springdale-South Brook werd opgericht in het jaar 1945. De twee plaatsen verenigden zich in een enkele gemeente om zo aan de door het Dominion Newfoundland ingestelde minimumvereiste van 1000 inwoners te voldoen. Harvey Grant was de eerste en enige burgemeester in het 16-jarige bestaan van de gemeente.
De Canadese volkstelling stelde in 1951 een inwoneraantal van 1.543 vast. De bevolkingsomvang steeg in de daaropvolgende jaren in sneltempo naar 2.130 in 1956 tot 2.795 in 1961.
Op 27 juni 1961 werd het rural district Springdale-South Brook officieel opgeheven en werd de hoofdplaats Springdale tegelijkertijd een zelfstandige town. South Brook bleef een tijd gemeentevrij, totdat deze plaats in 1965 als local government community eveneens een eigen bestuur kreeg.